# Ayman Arguigue
Ayman Arguigue (en arabe : أيمن الركيك صفصافي), né le 11 mai 2005 à Carcaixent (Espagne), est un footballeur marocain qui joue au poste d'attaquant au SD Huesca.

## Biographie

### Naissance et jeunesse
Ayman Arguigue naît dans la commune de Carcaixent, à Valence, en Espagne. Il grandit dans sa ville natale au sein d'une famille d'origine marocaine.

### Carrière en club
Ayman Arguigue commence le football à l'UD Carcaixent, club amateur de sa ville. Après des tests passés à Getafe CF, il rejoint en 2022 le SD Huesca. Le 21 janvier 2024, il fait ses débuts professionnels en D2 espagnole contre la Sociedad Deportiva Eibar (défaite, 2-3),. C'est la seule entrée qu'il fait en professionnel durant la saison 2023-2024 sous la houlette de l'entraîneur Antonio Hidalgo. En équipe réserve, il inscrit au total 22 buts.
Lors de la saison 2024-2025, il intègre définitivement l'équipe première et fait plusieurs entrées en jeu en D2 espagnole. Convoité par plusieurs clubs européens, il décide de poursuivre son évolution à Huesca.

### Carrière en sélection
En mars 2023, à l'âge de dix-sept ans, il change sa nationalité sportive en optant pour une carrière en faveur du Maroc, aux dépens de l'Espagne, son pays de naissance.
En novembre 2024, il participe au championnat d'Afrique du Nord (tournoi UNAF) à domicile avec le Maroc des moins de 20 ans et remporte ainsi son premier titre international, le qualifiant automatiquement à la prochaine Coupe d'Afrique des nations.
En avril 2025, il est convoqué par Mohammed Ouahbi pour prendre part à la Coupe d'Afrique des nations avec le Maroc des moins de 20 ans,. Lors de la phase des matchs de poule, il est élu homme du match contre la Tunisie des moins de 20 ans,. Le 15 mai 2025, il se qualifie en finale de la CAN grâce à une victoire 0-1 contre l'Égypte des moins de 20 ans,,.

## Style de jeu
Ayman Arguigue est un attaquant au profil complet, dont le style de jeu repose principalement sur sa capacité à jouer dos au but. Il se distingue par son sens du placement dans la surface et par une finition particulièrement efficace. Redoutable dans les derniers mètres, il peut conclure les actions aussi bien du pied droit que du pied gauche, et son jeu de tête représente également une véritable arme offensive. Ce qui le rend réellement précieux, c’est son instinct de buteur combiné à une palette technique variée à l’intérieur de la surface.

## Palmarès

### En sélection
- Maroc -20 ans
  - Coupe d'Afrique des nations
    -  Finaliste en 2025[11],[12].

  - Championnat d'Afrique du Nord
    -  Vainqueur en 2024[6]